# Morgan Sterne
Morgan Sterne (Albert Morgenstern, Albert Martin Morgenstern; * 8. Mai 1926 in New York City; † 15. August 2011 in Los Angeles) war ein US-amerikanischer Schauspieler.
Sterne wurde vor allem durch zahlreiche Auftritte in Fernsehserien (u. a. A Flame in the Wind, 1965; The Felony Squad (Gefährlicher Alltag), 1967–69 Mission: Impossible (Kobra, übernehmen Sie), 1968–69; Mannix, 1968–72) bekannt. Daneben hatte er auch mehrere Rollen in Kino- und Fernsehfilmen wie Herbert J. Leders Nine Miles to Noon (1963), Jerry Paris’ What’s a Nice Girl Lik You...? (1971) und Marvin J. Chomskys Attack on Terror: The FBI vs. the Ku Klux Klan (1975).
Am Paper Mill Playhouse in Millburn trat Sterne in Clifford Odets’ Stück Country Girl neben Shelley Winters, Joseph Anthony und Joseph Campanella in der Regie von Milton Katselas auf. Frank Corsaro führte sein Theaterstück A Piece of Blue Sky mit ihm, Roland Winters, Nancy Marchand und Marian Seldes auf. In erster Ehe war er mit der Schauspielerin Loretta Leversee verheiratet.